# Липшиц, Сергей Юльевич
Серге́й Ю́льевич Ли́пшиц (первоначально Сергей Юделевич; 17 (30) октября 1905, Вильна, Виленская губерния — 15 января 1983, Ленинград) — советский ботаник-систематик, историк науки, библиограф. Составитель биографо-библиографического словаря «Русские ботаники» (вышло 5 томов из 10-ти запланированных).

## Биография
Родился в еврейской семье из Росси. Его отец Юдель Шаевич (Юлиан Исаевич) Липшиц занимался коммерцией, мать Хана Кадишевна Корман была домохозяйкой, а дед — Шая-Давид Пейсахович Липшиц жил с женой Хаей-Фейгл в Гродно и был промышленником. У него были старшие сёстры Евгения (1896) и Надежда (1902). Ещё до октябрьской революции семья переехала на жительство в город Москву. Двоюродный брат С. Л. Липшица — Жак Липшиц (1891—1973), в 1905 году выехавший во Францию, стал известным скульптором.
В 1926 году окончил биологическое отделение 1-го Московского университета.
1928—1929 годы — старший ботаник Наркомзема Казахстана;
1930—1935 годы — старший учёный специалист, заведующий отделом, заместитель директора Всесоюзного научно-исследовательского института каучука и гуттаперчи.
1935—1936 годы — начальник почвенно-ботанического отряда Камчатской комплексной экспедиции АН СССР.
1937—1952 годы — учёный секретарь Московского общества испытателей природы.
1942—1945 годы — заместитель главного редактора «Ботанического журнала СССР».
1953—1983 годы — старший научный сотрудник отдела систематики и ботанической географии Ботанического института АН СССР.
1958—1983 годы — куратор сектора гербария Ботанического института АН СССР.

## Научная деятельность
Член Всесоюзного Ботанического общества с 1943 года.
За трудовые достижения в 1945 году награждён орденом «Знак Почета».

## Избранные публикации
- Липшиц С. Ю., Ливеровский Ю. А. Почвенно-ботанические исследования и проблема сельского хозяйства в центральной части долины реки Камчатки : монография. — М.—Л.: Изд-во АН СССР, 1937. — 220 с.
- Профессор ботаники Московского университета, один из основателей Московского общества испытателей природы Георг-Франц Гофман (G.F. Hoffman) [1761-1826] и его ученик Л.Ф. Гольдбах [1793-1824]. — М., 1940. — 47 с.
- Московское общество испытателей природы за 135 лет его существования (1805-1940). — М.: 13-я типография ОГИЗ РСФСР треста «Полиграфкнига», 1940. — 131 с.
- Русские ботаники: биогр.-библиогр. словарь / Сост. С. Ю Липшиц. Отв. ред. В. Н. Сукачев. — Московское общество испытателей природы. — М.: Тип. «Кр. пролетарий», 1947. — Т. 1. — 334 с.
- Русские ботаники: биогр.-библиогр. словарь / Сост. С. Ю Липшиц. Отв. ред. В. Н. Сукачев. — Московское общество испытателей природы. — М.: Тип. «Кр. пролетарий», 1947. — Т. 2. — 336 с.
- Русские ботаники: (Ботаники России — СССР): биогр.-библиогр. словарь / Сост. С. Ю Липшиц. — М.: Изд. Моск. о-ва испытателей природы, 1950. — Т. 3. Горницкий-Ищереков. — 488 с.
- Русские ботаники: (Ботаники России — СССР): биогр.-библиогр. словарь / Сост. С. Ю Липшиц. — М.: Изд. Моск. о-ва испытателей природы, 1952. — Т. 4. — 664 с.
- Русские ботаники: (Ботаники России — СССР): биогр.-библиогр. словарь / Сост. С. Ю Липшиц. Отв. ред. В. Н. Сукачев. — М.: Изд. Моск. о-ва испытателей природы, 1952. — Т. 5. Лаасимер-Мюлен. — 620 с.
- Лебедев Д. В., Липшиц С. Ю. Адресная книга членов Всесоюзного Ботанического Общества по состоянию на 1 мая 1957 года. — М.: Изд-во Академии Наук СССР, 1958. — 146 с.
- Центральный гербарий СССР: ист. очерк / Сост. С. Ю. Липшиц, И. Т. Васильченко.. — Л.: Наука, 1968. — 141 с.
- Владимир Леонтьевич Комаров: жизнь и творчество. — Л.: Наука, 1972. — 16 с.
- Литературные источники по флоре СССР. (1725-1973 гг.). — Л.: Наука, 1975. — 231 с.
- Род Saussurea DC (Asteraceae) — Genus Saussurea DC (Asteraceae): монография / Отв. ред. М. Э. Кирпичников. — Акад. наук СССР, Ботан. ин-т им. В. Л. Комарова. — Л.: Наука, 1979. — 283 с.